# Heathen
Heathen är ett musikalbum som spelades in av David Bowie i Allair Studios, Shokan, NY, USA samt Looking Glass Studios, NY, USA. Albumet släpptes den 11 juni 2002. Det gavs ut både på vinyl och CD-skiva samt som en så kallad SACD-skiva med låtarna "When the Boys Come Marching Home", "Wood Jackson", "Conversation Piece" och "Safe" tillagda.

## Låtlista
Låtar där inget annat anges är skrivna av David Bowie.
1. "Sunday" - 4:45
2. "Cactus" (Black Francis) - 2:54
3. "Slip Away" - 6:05
4. "Slow Burn" - 4:41
5. "Afraid" - 3:28
6. "I've Been Waiting for You" (Neil Young) - 3:00
7. "I Would Be Your Slave" - 5:14
8. "I Took a Trip on a Gemini Spaceship" (Norman Carl Odom) - 4:04
9. "5:15 The Angels Have Gone" - 5:00
10. "Everyone Says 'Hi'" - 3:59
11. "A Better Future" - 4:11
12. "Heathen (The Rays)" - 4:16

### Låtar på limiterad bonusskiva
1. "Sunday" (Moby Remix) - 5.09
2. "A Better Future" (Remix) - 4.56
3. "Conversation Piece" (skriven 1969 - inspelad 1970 - nyinspelad 2000) - 3.51
4. "Panic in Detroit" (från 1979) - 2.57

## Singlar
Singlar släppta i samband med detta album (samtliga på CD):
- "Slow Burn"
- "Everyone Says 'Hi'"
- "I've Been Waiting for You"

## Medverkande
- David Bowie - Sång, keyboards, gitarr, saxofon,  trummor, kör
- Tony Visconti - Bas, gitarr, kör
- Matt Chamberlain - Trummor, slagverk
- David Torn - Gitarr
- Carlos Alomar - Gitarr
- The Scorchio Quartet:
  - Greg Kitzis - Violin
  - Meg Okura - Violin
  - Martha Mooke - Viola
  - Mary Wooten - Cello
- Sterling Campbell - Trummor, slagverk
- Lisa Germano - Violin
- Gerry Leonard - Gitarr
- Tony Levin - Bas
- Mark Plati - Gitarr, bas
- Jordan Ruddess - Keyboards
- The Borneo Horns:
  - Lenny Pickett
  - Stan Harrison
  - Steve Elson
- Kristeen Young - Sång, piano
- Pete Townshend - Gitarr
- David Grohl - Gitarr